# エホバの証人

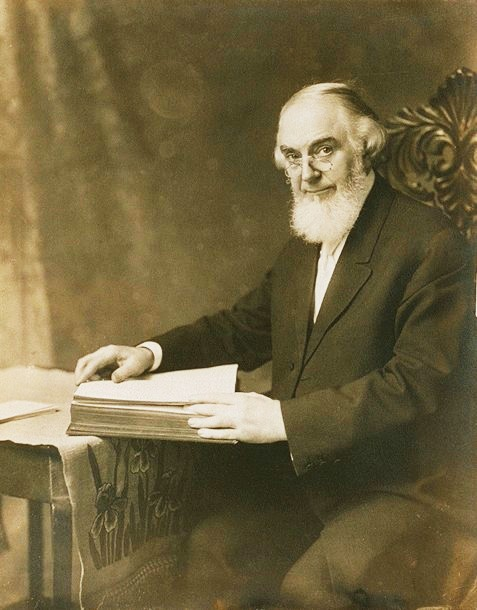
エホバの証人を設立したチャールズ・テイズ・ラッセル（1911年撮影）

エホバの証人（エホバのしょうにん、英: Jehovah's Witnesses）は、1870年代にアメリカ合衆国でチャールズ・テイズ・ラッセルを中心に始まった国際聖書研究運動によって設立されたキリスト教系の新宗教の団体である。世界本部をニューヨーク州ウォーウィックに置き、ほぼ全世界でものみの塔聖書冊子協会などの法人名で活動している。

## 沿革
- 1870年 - チャールズ・テイズ・ラッセルは聖書研究のグループを作り、彼らは聖書の系統的な研究を始める。
- 1879年 -「シオンのものみの塔およびキリストの臨在の告知者」（現・ものみの塔誌）創刊。
- 1884年 - シオンのものみの塔冊子協会（現「ペンシルバニア州のものみの塔聖書冊子協会」）が米国ペンシルベニア州で宗教法人として認可。初代会長はラッセル。
- 1900年 - 最初の支部事務所が英国ロンドンに開設される。宣教活動が28の国や地域で行われる。
- 1909年 - 世界本部をニューヨーク州ブルックリン区へ移転する。
- 1910年 - 国際聖書研究者協会（I.B.S.A.)という名称を使い始める。
- 1919年 -「黄金時代」誌（現・目ざめよ!誌）創刊。
- 1931年 -「エホバの証人」という名称が採択される。
- 1933年 - ドイツのナチス政権下で布教活動が禁止され、第二次世界大戦終結まで多くの信者が強制収容所に収監される。（「エホバの証人とホロコースト」参照）
- 1950年 - 新世界訳聖書英語版「クリスチャン・ギリシャ語聖書」が完成。
- 1961年 - 新世界訳聖書英語版が全巻完成。
- 1982年 - 新世界訳聖書日本語版が全巻完成。
- 1982年 - MEPS(多言語電子出版システム)を開発[4]。
- 1984年 - 新世界訳聖書英語改訂版が発表。
- 1985年 - 新世界訳聖書日本語改訂版が発表。
- 2013年 - 新世界訳聖書英語改訂版が発表。
- 2014年 - JW Broadcasting[証人 2]が開始。
- 2016年 - 世界本部を米国ニューヨーク州ウォーウィックに移転する。
- 2019年 - 新世界訳聖書日本語改訂版が発表。

## 組織

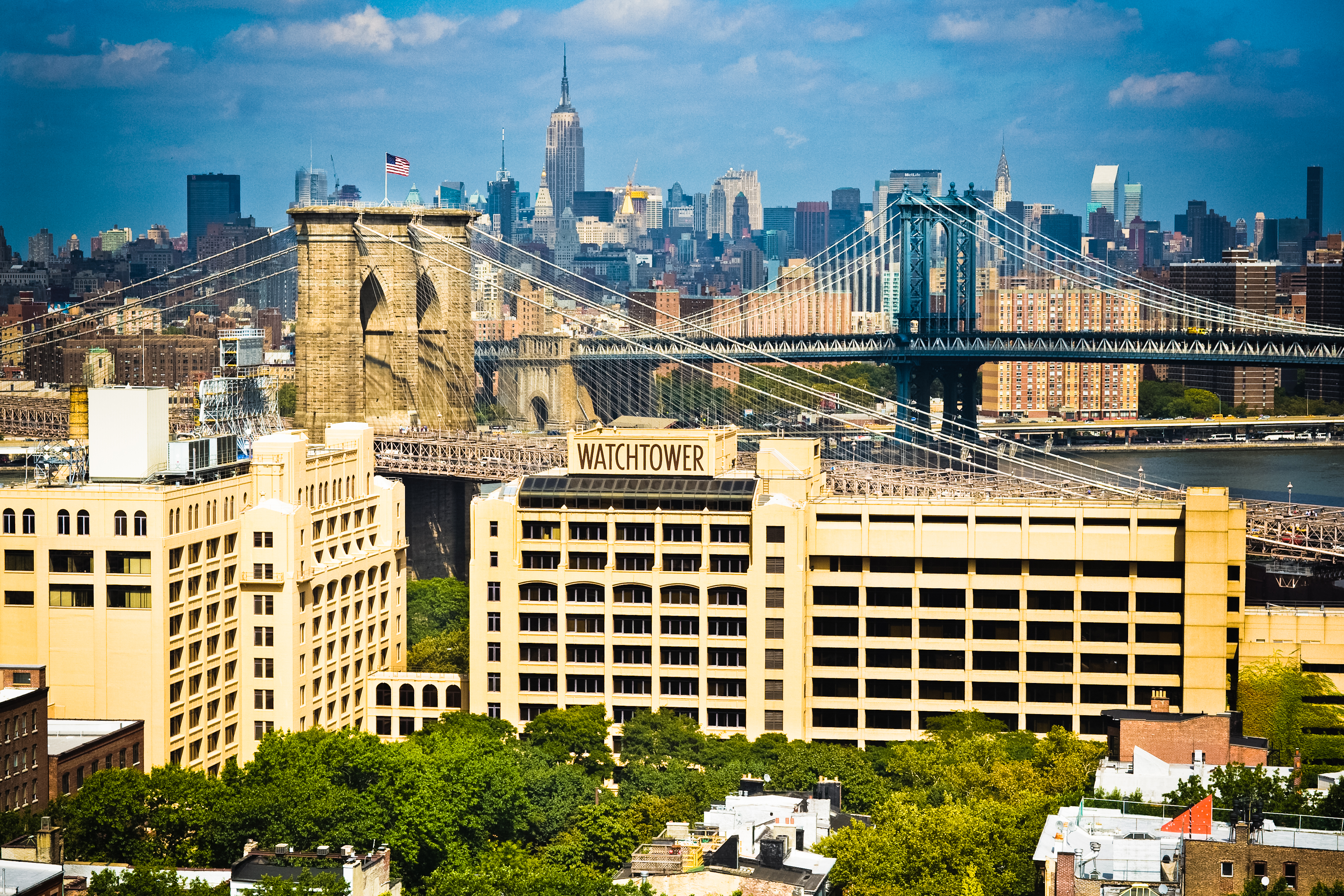
2017年まで存在したニューヨーク市ブルックリン区の世界本部

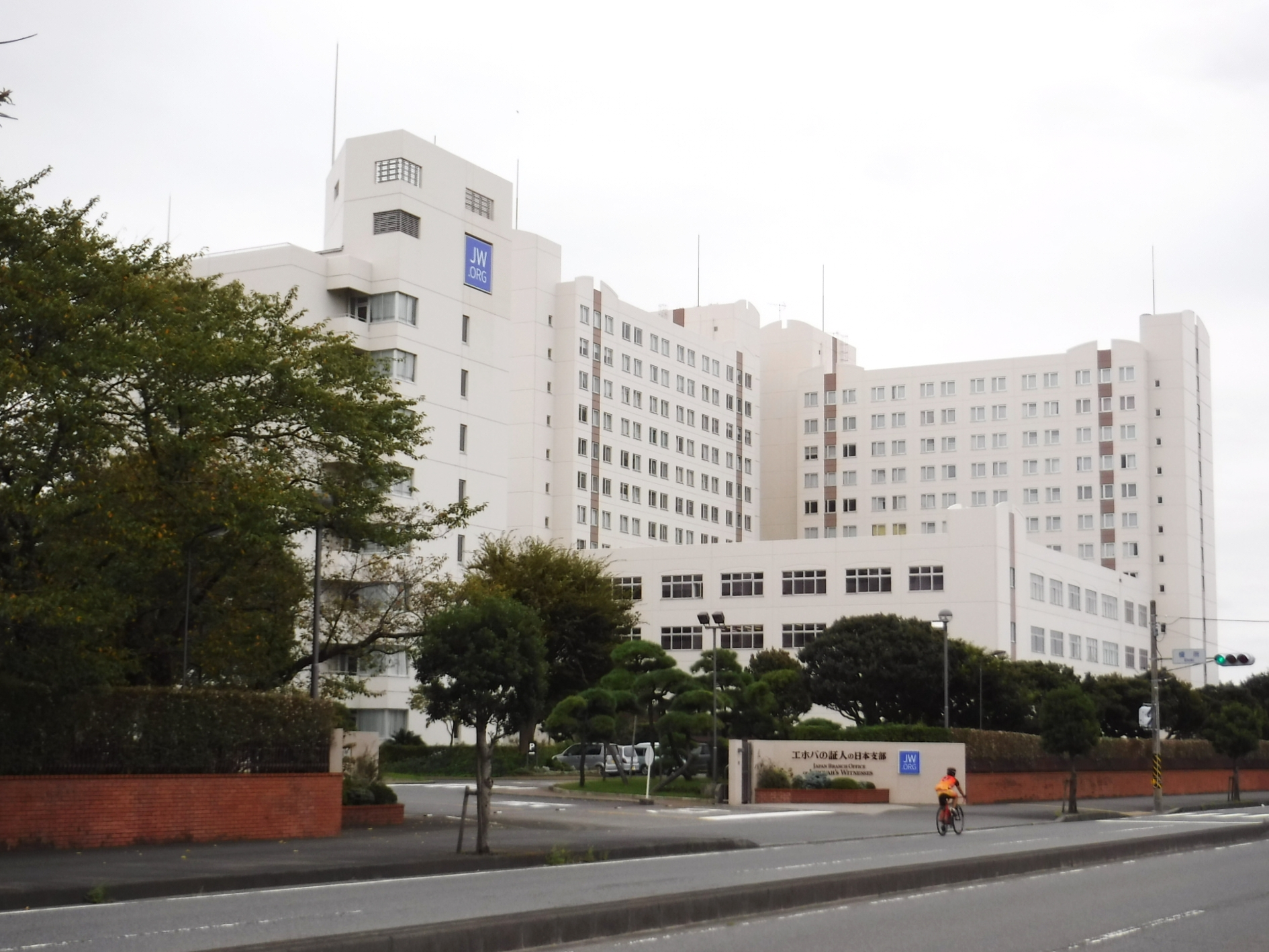
神奈川県海老名市の日本支部

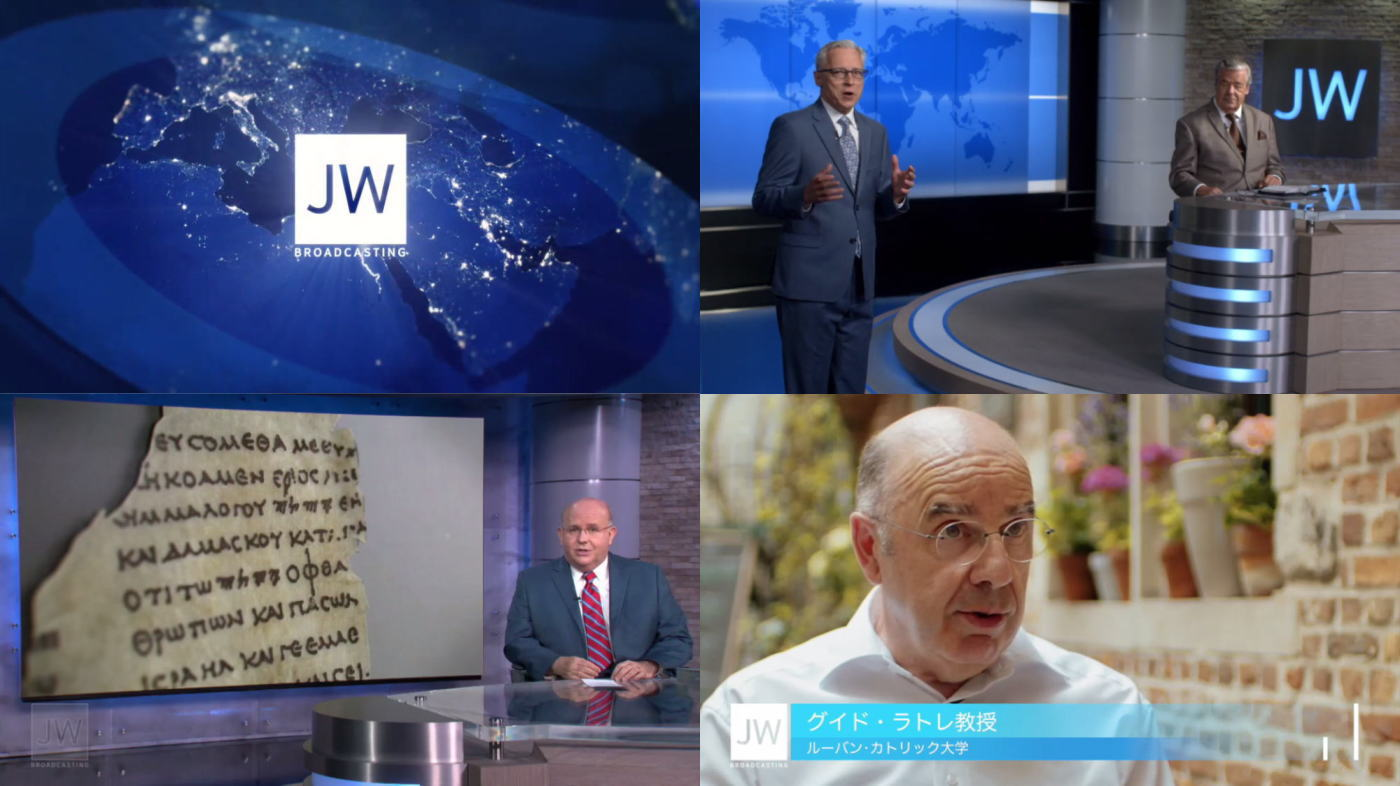
インターネット放送局「JW Broadcasting」のストリーミング配信番組映像

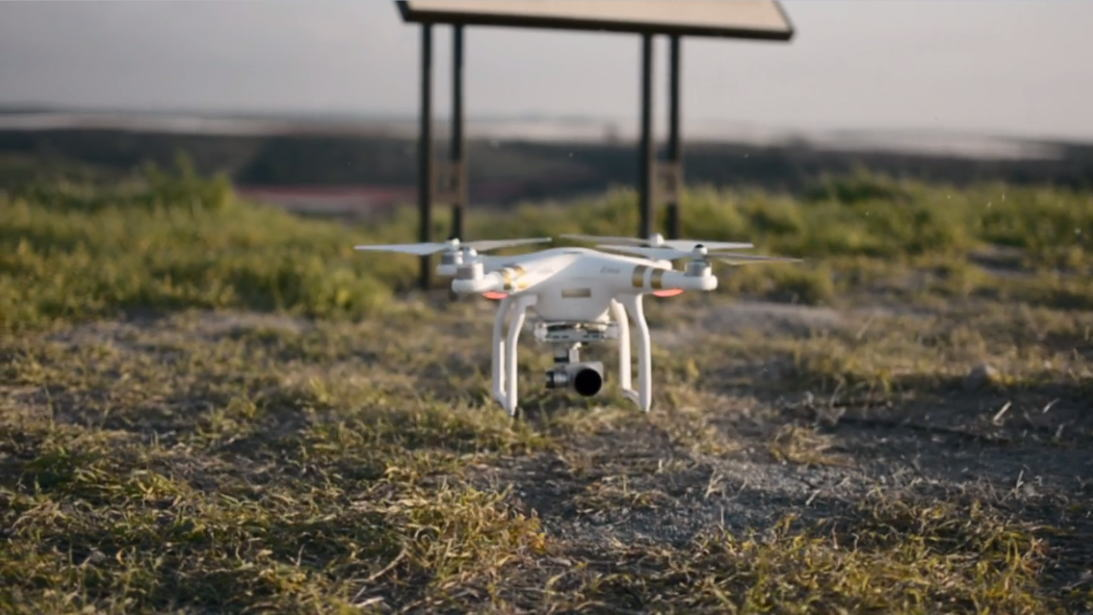
教団の所有する聖書考古学調査用のドローン

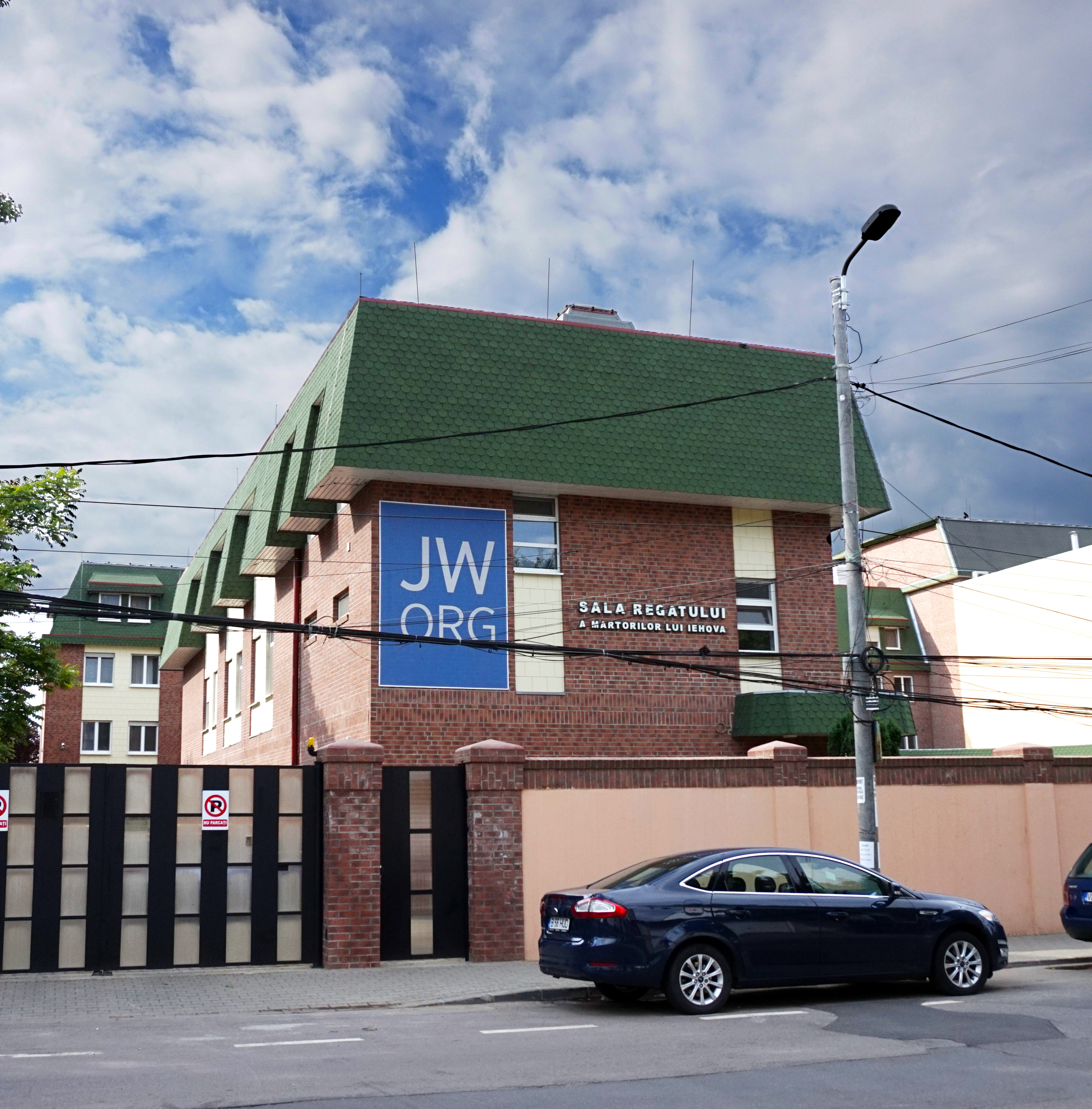
ブカレスト（ルーマニア）

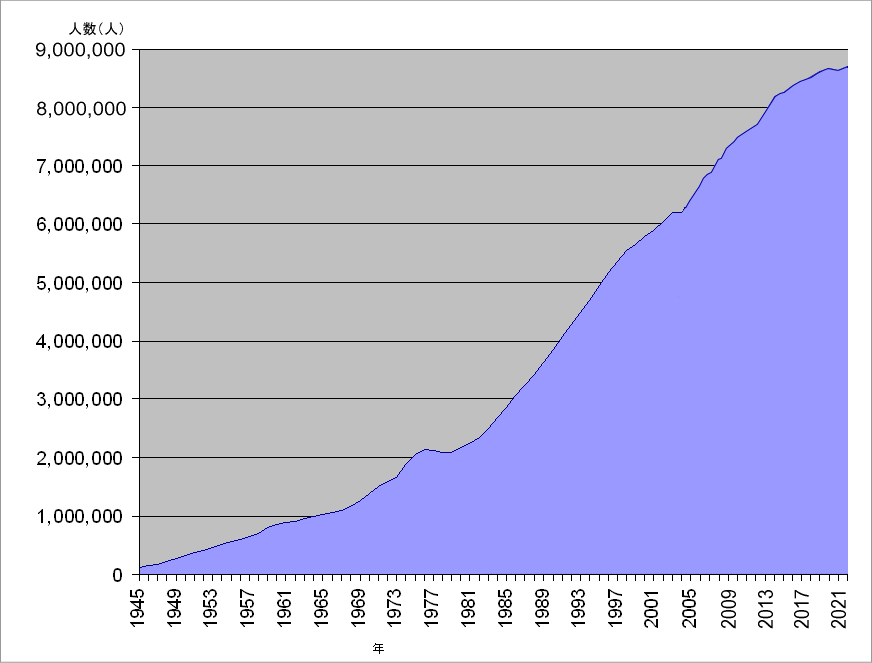
平均伝道者数、1945年 - 2022年

組織の活動は、戸別訪問等による聖書教育活動から、聖書講演会の開催、インターネットテレビ局による動画配信、災害救援ボランティア、刑務所の受刑者への更生支援、博物館の運営、また、考古学の研究調査に至るまで多岐に渡り、それらを運営していくうえでの拠点が存在する。
統治体、地帯区、支部、巡回区、各会衆という構造になっており、各々に監督や長老といった管理監督責任を担う信者が存在する。
施設については、前述の世界本部のほか、ものみの塔教育センターを米国ニューヨーク州パットナム郡パタソンに、ものみの塔農場を米国ニューヨーク州アルスター郡ウォールキルに有する。加えて、世界４カ所で博物館を運営しており、古代の聖書写本の現物やレプリカなどが展示されている。また、世界85か所に支部事務所が、239の国や地域に約12万の会衆が存在する。
米国ニューヨーク州に、インターネットテレビ局（JWBroadcasting）、映画製作スタジオを有する。
2024年の公表値によると、エホバの証人の全世界での伝道者数は約904.3万人である。最多国アメリカ合衆国での信者数は約125万人ほどである。日本においては2024年度の最高伝道者数は214,020人であり、アジア諸国ではフィリピンに次いで多い。

## 教義
主に新世界訳聖書を使用し、聖書を以下のように説明する。
全てのものは創造者（神）によって造られた（インテリジェント・デザイン論を支持している）。神は唯一神エホバ（ヤハウェ）である。キリストは神性を備えた神の子であるが全能の神そのものではなく、天使長ミカエルと同一である。当初、神はアダムとエバに地上で永遠に生きられる命を与えた。二人が神に反逆し、天使サタン（「サタン」は「反逆者」という意味）に従ったため、二人とその子孫である人類は永遠の命の権利を失った。それ以来、世界と人類はサタンの支配下にあるが、聖書予言は今が世界の終わりの時であることを示しており、間もなくキリスト率いる神の軍団が大戦争（ハルマゲドン）によりサタンによる支配を終わらせ、地球にパラダイスと神の名誉を回復させる。その時、神に従う人間はイエス・キリストが地上に来て捧げた贖いの犠牲により、アダムから受け継いだ罪が許され、死んだ人たちも復活させられて神の教育を受け、神に従うことを選ぶなら永遠に生きる機会を得る
。

### 神の名
聖書にみられる唯一神エホバ（ヤハウェ）を信仰の対象としているが、この名称は原文に近い聖書写本において神の固有の名としてテトラグラマトンの四文字語יהוהと記述されているものであり、YHWHもしくはJHVHに相当、神の名を敬意を込めて用いている。

### 神の概念
- 三位一体を否定する立場をとっている[証人 13][8]。
- 聖書の神の名はエホバ（ヤハウェ）である。
- イエス・キリストは神の子であるが全能の神ではなく、エホバに最初に創造された者である[9]。
- 天使長ミカエルがキリストであるとする[9][証人 6]。
- キリストは処刑後、人間としてではなく霊体として復活し昇天した。終わりの日に神の王国の王として再臨し、将来全人類を裁く。
- 聖霊は神ではない。「非人格的」な「神の活動力」である[9]。

### 神の王国
神の王国は、イエス・キリストの宣教における中心的な概念で、『新約聖書』所収の4つの『福音書』に合計50回以上現れる用語である。エホバの証人のいう神の王国は主に千年王国説（至福千年説）に依っている。千年王国説は、旧約聖書の終末論に由来し、新約聖書の『ヨハネ黙示録』第20章「千年間の支配」「サタンの敗北」「最後の裁き」がその主な根拠になっている。
エホバの証人は神の王国について次のように説明している。ダニエル4章の預言に基づく年代計算から、神の王国は1914年に、天でイエス・キリストを王として設立された 。そのキリストの再臨は「しるし」であり目には見えないが、予告された社会現象により識別できる（マタイによる福音書24章3節から25章46節およびルカによる福音書21章5節から36節参照）。新しい社会を実現する政府である。ハルマゲドン後、地上は千年の時を経てかつて創世記に記述されているような楽園に回復される。楽園を回復する作業を行うのは、ハルマゲドンの生存者と復活者たちである。

## 活動

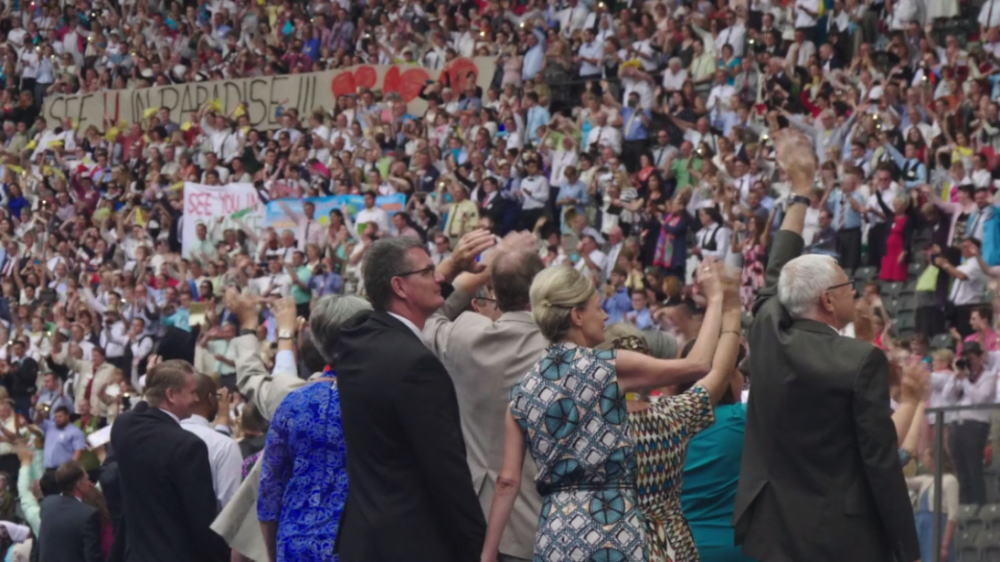
各国の信者らが集まる国際大会の様子

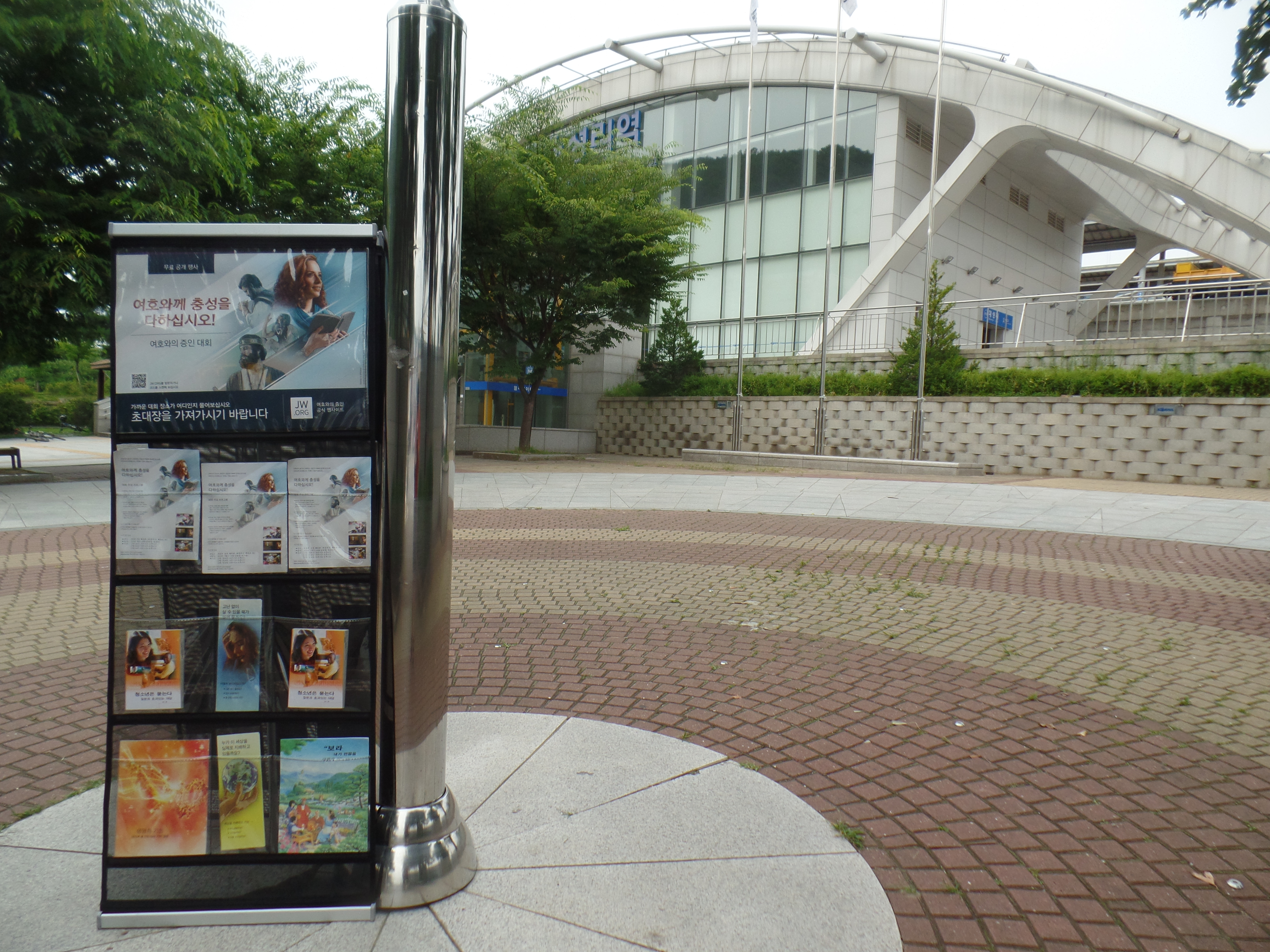
韓国大成里駅の前に伝道のため置かれたエホバの証人のパンフレット据置台。世界各地の駅前でパンフレットを掲げるスタイルの伝道を行っている。

### 年間行事
- 毎年ユダヤ暦のニサン14日（3月または4月）にキリストの死の記念式を行う。（主の晩餐に相当)
- 週に2回、集会を行う。（週末：公開聖書講演会・「ものみの塔」研究、週中：クリスチャンとしての生活と奉仕の集会）
- 上記以外に地区大会（年1回）、巡回大会（年2回）が催される。
- 毎回の大会において、認められた人に対しバプテスマが行われる。

### 聖書教育活動
刑務所に収監されている受刑者、及び出所者への社会復帰支援活動を行っており、アメリカ合衆国をはじめとする欧米を中心に刑務所内での講演や聖書教育活動が行われている。またイタリアのボラーテ刑務所では、政府の認可により、敷地内に教団施設（王国会館）が誘致されている。

### 識字率向上教育活動
学校教育を受ける機会がなかったために読み書きができない人たちのため、以下のような国で読み書き教育プログラムを実施している。
ナイジェリアでは読み書き学級が1949年以来運営されており、幾万人ものナイジェリア人が読み方を学んできた。メキシコでは1946年以来読み書き学級が開かれている。ある年には6,500人以上が読み書きを学び、合計10万人以上が読み書きができるようになった。このような読み書き学級はボリビア、カメルーン、ネパール、ザンビアなど他の多くの国でも開かれてきた。このプログラムのために「読み書きに励む」という冊子を100以上の言語で発行している。
このような読み書き教育プログラムは、国の教育当局者からも高く評価されてきた。例えばメキシコの政府関係者は「文字を読めない人々に知識の光をもたらす面で、多くの人の益となる(エホバの証人)の高潔かつ意欲的な働きに対し、衷心からの祝意を州政府を代表してお伝えします」と書いている。
エホバの証人の識字率向上のための取り組み方について2024年4月から6月にかけて、ガーナ国立博物館で「ガーナ現地語の識字率の向上と聖書教育」という特別展が開かれた。展示はガーナ国立博物館、ガーナ大学の4人の教授のチーム、エホバの証人のガーナ支部が協力して開催した。教授たちはガーナ政府が識字プログラムを向上し翻訳言語数を増やすのを助けるため、エホバの証人の翻訳の手法を研究した。オセイ･トゥトゥ博士は特別展の開会式で「エホバの証人は，特に現地語の識字率の向上に大きく貢献しています。この機会に皆さんの取り組みに感謝をお伝えしたいと思います」と語った。ウィネバ教育大学のヨー･セキー･バイドゥー教授は「私は常々エホバの証人は良い教育を行っていると思っていましたが、今回の展示を見てその翻訳活動の規模に驚かされました」と述べた。

### 災害救援
長年にわたり、災害時の救援活動を「神聖な奉仕」と位置づけており、地震や台風などの大規模な自然災害が発生すると、医療従事者や建設技術者等の信者を中心に組織された災害救援委員会（DRC）が編成され被災した信者の救援を行う。時に信者が含まれていない災害時にも救援活動を行う
。これには、家屋の修復や、行方不明者の捜索、医療専門家による臨時診療所の開設、食料や物資の配布などが含まれ、これらは原則無償で行われる。

### 主な行動様式
特筆すべき点として、教団としての細かな規則や細則というのは存在せず、聖書中に具体的に明記されているもの（偶像崇拝や淫行や殺人等）以外については、聖書の原則を元に、組織のガイドライン（提案）を参考にしつつ、信者各自、または各家庭において、それぞれの良心に基づき慎重に決定すべきであり、且つ他人の決定を尊重すべきとされている。主な行動様式を下記に掲げる。
- 信者同士は互いに愛し合うべきであり、本物のクリスチャンは愛によって見分けられる。もっとも最大の愛の表明は「友のために自分の命をなげうつこと」である。信者でない人にも進んで愛を表すべきである。
- 人種や国籍や受けた教育、社会的な立場等による差別をせず、信者同士は互いに絆を強めることに尽力し、また、組織として一致すべきであり、信者各自は世界的な兄弟関係の一員であるという認識を持つべきである。
- 毎日聖書を読む。
- 毎度の食事の前にはもちろん、その他にも頻繁に祈りをする。
- 金銭に対してはバランスの取れた見方をし、金銭を愛するのではなく、今あるもので満足する。
- キリスト教徒が重視する十字架や正教会が重視するイコンなども偶像とみなし崇拝の対象としない。
- 政治への参加（選挙への立候補および投票など）は行わず、政治的に中立である。
- 「敵を愛せよ」「人を殺してはならない」という聖書の教えに従い戦争に参加せず兵役につかない（良心的兵役拒否）。人を傷つける格闘技を行わない。
- 国旗敬礼、国歌斉唱に加わらない。国旗への敬礼、国歌斉唱は、国家崇拝に該当すると判断している。また国旗・国歌は偶像であり、これへの敬礼は偶像崇拝であるとする。ただ、国旗に対する毀損行為、国旗掲揚や国歌斉唱への妨害行為は行わない。
- 信者間を称号で呼ぶことはなく、互いを兄弟または姉妹と呼ぶ。
- 他の宗教の冠婚葬祭に出席するか否かは「個人の良心」として各信者に委ねられているが、宗教行為には参加しない。一時退席し、その様な行為の関係しない場には参加する事もある[証人 19]。
- 次のような行事は反聖書的・異教由来とみなして祝わない。誕生日の祝い、クリスマス、昇天祭、ハヌカー、贖罪の日の行事、ラマダンの断食、ハローウィン、感謝祭、聖人の日の祝い、聖霊降臨祭、新年の祝い、七夕、節分、ひな祭り、各国のナショナル・デー（建国記念日や独立記念日、革命記念日の祝い）、政党の記念日の行事、戦勝記念日や停戦記念日、終戦記念日の行事など。
- 宗教系の保育所や福祉施設・病院などの利用については、信者個々の良心上の問題とされている。
- 淫行、姦淫は神から見て重大な罪であり、マスターベーションやポルノを見ることを汚れた行為と見なしている。
- 喫煙、医療目的外の麻薬・薬物使用は汚れとして禁じられている。
- 適度の飲酒は個人の自由であるが、泥酔は禁じている。
- 原則として信者以外とは結婚しない[証人 20]。
- 原則、離婚およびそれに伴う再婚は禁止しているが、配偶者の不倫による離婚、配偶者との死別に限り再婚を認めている。なお、身に危険が及ぶ暴力行為がある場合は別居することがある。
- 教義に著しく反し、かつ悔い改めが認められない場合は、除名や破門に相当する排斥措置が執られる。
- 生物の起源について、一般のキリスト教同様に唯一神、万物の創造者を信仰しているため、進化論ではなく創造論を支持している。
- 鞭打ちの体罰を親から受けていたという元二世信者による告発が複数ある（例えば[23][24][25][26][27][28][29][30]）。現在のエホバの証人の資料では、聖書における「むち棒」の語は懲罰のために用いる文字通りのむち棒を含めたあらゆる形態の懲らしめを象徴しており親は実際、このむち棒を行使して子供を監督する責任を神のみ前で負っているとする一方で[証人 21]、その語をもっぱら体罰を意味するとみなす必要はなく、言葉などを含む矯正の手段を意味していると述べている[証人 22]。なお東北学院大学教授で日本基督教団の川島堅二[31]は、キリスト教異端（エホバの証人、末日聖徒イエス・キリスト教会、統一教会）と正統派とをどのように線引きすべきかを考察する文章において、『エホバの証人』に関しては、その児童に対する体罰などを指摘する書籍が最近も出ているが、こうした虐待行為は『正統』とされる教会でも繰り返し起こっているから、この団体固有の問題とは言えない。賞味期限切れも甚だしいフレーズと言っていいだろう。[31]と指摘している。

## 入信方法
入信の審査は、一般的な他宗派と比べ非常に厳しく、単に会員登録等の手続きを持って入信できるシステムではない。
新約・旧約聖書の基本的、応用的知識の習熟（レッスン）の他、伝道や集会への定期的な参加、仲間との交友等、生活スタイルを聖書の基準に合わせたものにすることが求められる、2回の面接により、聖書の知識と生活スタイルにおいて聖書の基準を満たしていると判断された人がバプテスマを受けられる。これは、既に他宗派の教会で洗礼を受けた経歴を持つ人や神学校の卒業生、また、いわゆる宗教2世や3世であっても例外ではなく、全ての入信希望者はこの手順を踏まなければ信者となることはできない。資格があるとみなされた人はバプテスマ（洗礼）を受けることにより正式な信者となる。

## 特筆的な事柄

### jw.org
公式サイトであるjw.orgは、あらゆるサイトの中で最も多くの言語で閲覧できるウェブサイトである。2024年6月時点で、手話言語も含め1090の言語で閲覧可能。1000言語に達した際にはグローバルデザインにおいて取り上げられた。

### 輸血拒否と無輸血治療
エホバの証人は輸血を拒否し、代替療法として無輸血治療を選択する。

#### 輸血拒否
エホバの証人が輸血を拒否する根拠は、聖書中の、
といった「血を避けるべき」とするいくつかの記述である。エホバの証人はこれらの記述について、輸血により血を身体に入れることを禁じるものと解釈し、反すれば神との関係において霊的生命とみなすものが損なわれ、無意味な生活、死よりも悪いものがもたらされると考えている。こういった立場は1945年に協会により示されたものである。なお、自己輸血や血液分画の使用については、各信者の良心に基づく判断に委ねられている。
集団として輸血を拒否するというこのような立場は、国家やマジョリティの立場、あるいは医療者の倫理観と衝突することもある。事実輸血拒否は1980年代以降各国で問題として表面化しており、エホバの証人側も問題に対応すべく1988年にホスピタル・インフォメーション・サービスという専門部局を立ち上げ、情報収集・分析・対応策の検討を行うとともに、同部局の指示のもと地域で実際的な活動をする医療機関連絡委員会を展開している。日本の司法においては、後述のエホバの証人信者の両親による輸血委任仮処分申請事件についての大分地裁判決（1985年）や東大医科研病院事件についての最高裁判決（2000年）を通じて、患者の自己決定権を是認する方向で、一応の判断基準が示されてきた。もっとも医療現場ではほとんどの場合、（可能なかぎり無輸血で治療を進めた上で）救命のためにやむを得ない場合には輸血をおこなうという同意書への署名がなされない場合は治療をおこなわないという方針をとっており、事実上エホバの証人の患者を締め出すための方策となってしまっている。
親権者が子供に対する輸血を拒否することについては、異文化尊重の立場から子供のみを切り離して考えるべきではないとする見解がある一方で、親権の濫用であるとの見解もある。アメリカやイギリス、ドイツにおいては、司法手続きを通じて子供に対する輸血をおこなったという事案がある。日本では、2008年に日本輸血・細胞治療学会ら5学会からなる合同委員会が交付した「宗教的輸血拒否に関するガイドライン」において、医療側の努力によっても同意が得られなかった場合は、児童相談所に虐待通告し、児童相談所で一時保護の上、児童相談所から親権喪失を申し立て、あわせて親権者の職務停止の処分を受け、親権代行者の同意により輸血を行うことが定められ、実際に緊急輸血を必要とした幼児が病院、児童相談所、家庭裁判所の連携により救命された例がある。

#### 無輸血治療の選択
輸血拒否により多くの信者が死亡しているとの見解に対してエホバの証人側は、「複雑な外科的処置が無輸血で施されることは少なくなく、子どもを含め、輸血をしなかった患者の術後の経過は多くの場合、輸血をした人と変わらないか、それよりも良好である」と回答している。Milligan & Bellamy (2004, pp. 36 & 39) はイギリスでは輸血量を減らすための技術的経験が増加しつつあり、輸血用血液の重大な不足が懸念される現状を踏まえると、エホバの証人の患者への使用のために開発された多くの技術は、血液のストックを節約し輸血の必要性を減らすための努力において、来る数年のうちに標準的な実践となるだろうとしている。エホバの証人はこれを、エホバの証人に対して用いるために開発された技術の多くは今後、標準的な手法となってゆくだろうという形で引き、2010年のHeart, Lung and Circulation誌からの“無輸血手術”は，エホバの証人に限るのではなく，通常の手術の際にも普通に用いるべきものであるとの引用とともに、無輸血医療に対する否定的な見方は近年変わりつつあることの根拠として挙げている。エホバの証人は世界各国に約1700の「エホバの証人の医療機関連絡委員会」を設置しており、医療機関、司法関係者と連携している。信者が無輸血治療を必要としている場合は、連携している医療機関を紹介されることになる。また、ホスピタル・インフォメーション・サービス（内科･外科治療に関する情報を提供するための世界的なネットワーク）により、医学学会等への無輸血治療に関する情報提供を行っている。それには医学会議等での講演、ブースの設置、質疑応答などが含まれている。

### 良心的兵役拒否
兵役を拒否する。徴兵制度の国々で軍隊から問題視されることがある。徴兵拒否でエホバの証人所属者らが投獄されたケースについて、エホバの証人は「信仰ゆえに投獄された」と主張している。
近年では、良心的兵役拒否が人権の一つとして認識されるようになってきたことから、社会奉仕活動への参加を義務付けることによって、兵役の義務の代替行為とする事例も増えている。

### 大学教育に対する見方
歴史的に知識人やアカデミックな知識を学ぶことに対する警戒が説かれてきた。1956年には教義において大学での勉学に時間を費やすことが「神の言葉を聴いたり、それを実行する」時間を奪う、という理由から信者に対し大学教育を受けないように諭している。1969年には教義では、世俗での出世や功名を達成するために大学に教育進学するように勧める教育を、信者を洗脳（brainwash）する悪魔（Devil）のプロパガンダとみなしていた。
このようにかつては、大学進学を受けることに否定的であったが、教団は後に方針を変更し、1992年に「高校卒業後の勉強を決定する時、会衆は批判すべきではない」「親が子供たちに高校卒業後の教育を受けさせることは自由である」としている。但し大学教育により集会の出席や布教活動などがおろそかにならないよう注意を促している。
ピュー研究所の2016年の文献によると、アメリカのエホバの証人の成人信者のうち、高卒以下の学歴の者が過半数の63%であった。高卒以下の成人信者比率は福音派プロテスタントでは43%、主流派プロテスタントでは37%となっており、エホバの証人ではその割合が高い。
評論家の荻上チキらは、2022年に「宗教2世」の当事者1131人を対象とする実態調査を行った。エホバの証人の宗教2世の特徴として、他宗教の宗教2世に比べて最終学歴が低い傾向があると荻上は指摘している。
学術諮問委員会（ロンドン・スクール・オブ・エコノミクス宗教社会学名誉教授アイリーン・バーカー博士、愛知県立大学教育福祉学部名誉教授木綿洋子博士、ネバダ大学リノ校社会学・司法学名誉教授ジェームズ・T・リチャードソン、ラマー大学社会学部教授スチュアート・A・ライト博士）が「日本のエホバの証人 定量的研究」という全国的な調査を実施した結果、最終学歴が大学以上の者は日本人全体（15歳以上）では20.2%であるのに対し、エホバの証人の信者（18歳以上）では12.3%に留まった。その代わり最終学歴が高専・短大卒の者は日本人全体で12.8%に対してエホバの証人の信者は24.4%、最終学歴が高卒・旧制中学卒の者は日本人全体で35%に対してエホバの証人の信者で58.4%、義務教育以上の教育を受けている者は日本人全体で3分の2強なのに対しエホバの証人の信者は95%余りと高くなっている。

## 聖書
新世界訳聖書翻訳委員会により翻訳された新世界訳聖書を主に使用する。7000回以上の主に置き換えられていた神の名前の箇所を復元している。
かつてはキリスト教会と同様、一般に入手可能な聖書を使用していた。例えば、英語圏ではジェイムズ王欽定訳 (KJV) とアメリカ標準訳 (ASV) を、日本では舊新約聖書（日本聖書協会文語訳）（岩波書店版文語訳）などを使用していた。JW Libraryアプリでは、欽定訳聖書やアメリカ標準訳聖書、ギリシャ語逐語訳を含め、368言語（2024年6月現在）の聖書をダウンロードできる。

### 主な解釈
- キリストの磔刑について十字架の形状を否定し、「一本の杭（苦しみの杭）」であったとする[60]。
- エホバの証人は失われた1世紀のクリスチャンの復興である。
- キリストの使徒が死に絶えた後、初期キリスト教で背教が起こり、後にカトリックを始め多くの教派が生じた。背教したキリスト教会は悪魔の手先であり、偽りの宗教組織全体は黙示録に描かれた淫婦とする。
- 「血を避けるべき」という聖書の記述は、血液を食するだけでなく、体内に取り入れる行為（輸血も含む）を避けることも含まれる。
- 人は死ぬと存在しなくなる。死後の世界（不滅の魂、輪廻転生、地獄の火、その他の名称の異世界）は存在しない。
- 復活は「天への復活」（14万4千人）と「地上への復活」の2種類がある。
- 信仰を、神の掟への従順、仲間の信者への善行、伝道活動で表す。

## 他教会の見解
キリスト教主流派が重要視する三位一体などの教義を否認していることから、カトリック・プロテスタント・正教会などから異教あるいは異端とされている。例として、以下が挙げられる。
- 川島堅二（東北学院大学教授・日本基督教団正教師）によると、主流派キリスト教の基本信条の一つであるキリストの神性について「同じく聖書をベースにしていながら･･･、教義の点で言えば、イエス・キリストの神性を否定する「エホバの証人」は325年のニカイア公会議で異端として排斥されたアリウス派に近いといえるだろう」と述べ、西暦2世紀以降、キリスト教の教義が確立されていく中で異端として振り分けられ迫害された「アリウス派」と共通する見解を示している[31]
- プロテスタント福音派の尾形守は著書において、根本的な違いは「霊の違い」であり悪霊による惑わしの教えであるとし、聖書の第一ヨハネ4:1-3、黙示録16:13、第一テモテ4:1を挙げ、「真理のみことば伝道協会」主宰のウィリアム・ウッド牧師も同様の見解を示している[7]。
- 著書の見解においてエホバの証人は末日聖徒イエス・キリスト教会・世界平和統一家庭連合（旧略称:統一教会）と共に「日本で顕著な活動をしている」としている。ジャーナリストの伊藤正孝、作家の八木谷涼子も同3教団を「三大異端」と記し[61]、上述の川島堅二も統一教会・末日聖徒イエスキリスト教会・エホバの証人の3宗派を「日本のキリスト教界では言わずと知れた『異端』の御三家」[31]としている。
- 『キリスト教大事典』1066頁（教文館、昭和63年8月10日 改訂新版第9版）では、エホバの証人は『いっさいの正統的教理と既成教会に反対（している）』と記されている[62]。

## カルト・セクト指定
以下のように幾つかの政府がカルトまたはセクトと分類したケースがある。
- ベルギー議会調査委員会（1997）[63]
- フランス国民議会委員会報告（1995）[64]（フランス国家警察の情報機関総合情報局が、複数のカルト監視グループと編集）。
- フランス国民議会委員会報告（1999）[65]（カルトと金銭に関するフランス議会報告、30数団体に注意を集中させ調査した）。

その後、2010年フランスの差別対策平等促進高等機関が政府の姿勢を非難し、エホバの証人に対する差別を終わらせるよう司法省に勧告した。2013年フランス最上位の行政裁判所である国務院は、エホバの証人に対するフランス政府の差別は不当であるとの判決を下した。この判決により、エホバの証人が政府認定の教誨師として刑務所を訪れ、訪問を希望する受刑者に聖書を使ったカウンセリングを行えるようになった。

## 裁判・法的規制

### バーネット事件
米国ウェストバージニア州で、星条旗への忠誠の誓いを拒んだ信者が教育委員会を訴えた行政訴訟。第二次世界大戦中の1943年6月14日、米最高裁判所は「エホバの証人の子弟を放校する権利は教育委員会にはない」という判断を下し、信者の勝訴が確定した。
　

### 輸血拒否にかかる事案
1985年（昭和60年）6月6日、日本の小学生の男児（当時10歳）が神奈川県川崎市高津区で交通事故に遭い、両親が輸血拒否したことにより死亡したとされる事件では、男児の父親が新聞記者に「男児が病床で『生きたい』と語った」と証言したため（ただし現場を目撃した医療関係者は、これに否定的見解を示している）、「なぜ救うことができなかったのか」という批判がマスコミを中心として渦巻くことになった。
その後1988年（昭和63年）、裁判所は「輸血をしても命は助からなかった」と判断、略式命令が下され児童の両親は無罪、運転手が業務上過失致死罪で起訴され罰金15万円の有罪となった（川崎簡略式 昭和63.8.20）。2000年（平成12年）2月19日には、エホバの証人輸血拒否事件について最高裁判所は「宗教上の理由で輸血を拒否する意思決定を行う権利は人格権の一内容として尊重される」と認め、「無断で輸血を行った医師と病院はこれを侵害した」として患者の遺族（患者は一審判決後に死去）に55万円の支払いを命じる判決を下した。
近年では、2023年（令和5年）2月27日「子供への輸血拒否は児童虐待にあたる可能性がある」とし、元信者などを支援する「エホバの証人問題支援弁護団」が厚生労働省へ情報提供を行った。これに対し厚生労働大臣は「教団に団体としての認識などを聞く必要がある」との考えを示した。

### 神戸高専剣道実技拒否事件
神戸市立工業高等専門学校のエホバの証人の信者である学生が、「必須科目であった体育での剣道の科目を履行しなかったことで、退学または留年処分になったこと」の是非が争われたケースで、1996年（平成8年）3月8日、最高裁判所は、学校側が主張する剣道の必須性を退け、「格闘技を拒否された場合の代替措置を用意しなかったことは学校側の落ち度である」と指摘し、「退学または留年処分は不当である」との判決を下した。

### 性的児童虐待に対する未通報問題
2012年6月13日、米国カリフォルニア州のアラメダ上級裁判所（一審裁判所）で行われた裁判で、当協会は約800億円相当の協会の資産の凍結を命じられ、賠償金280万ドル（22億円）の40%を支払うように命じられた。判決によると、エホバの証人の男性信者が当時9歳だった少女に1年の間性的虐待を加えているという通報を知りながら、罪を立証するには2人ないし3人の証人が必要との聖句（コリントの信徒二13:1）が結果的に警察へ通報を妨げることになり、長老たちが適切な保護措置を行わず違法との判決に至った。その後、エホバの証人側は同州控訴裁判所（二審裁判所）に控訴の後、原告側と和解した。同様の事案はオーストラリアでも見られ、1006人の報告がなされている。

### 良心的兵役拒否への国家当局による処罰

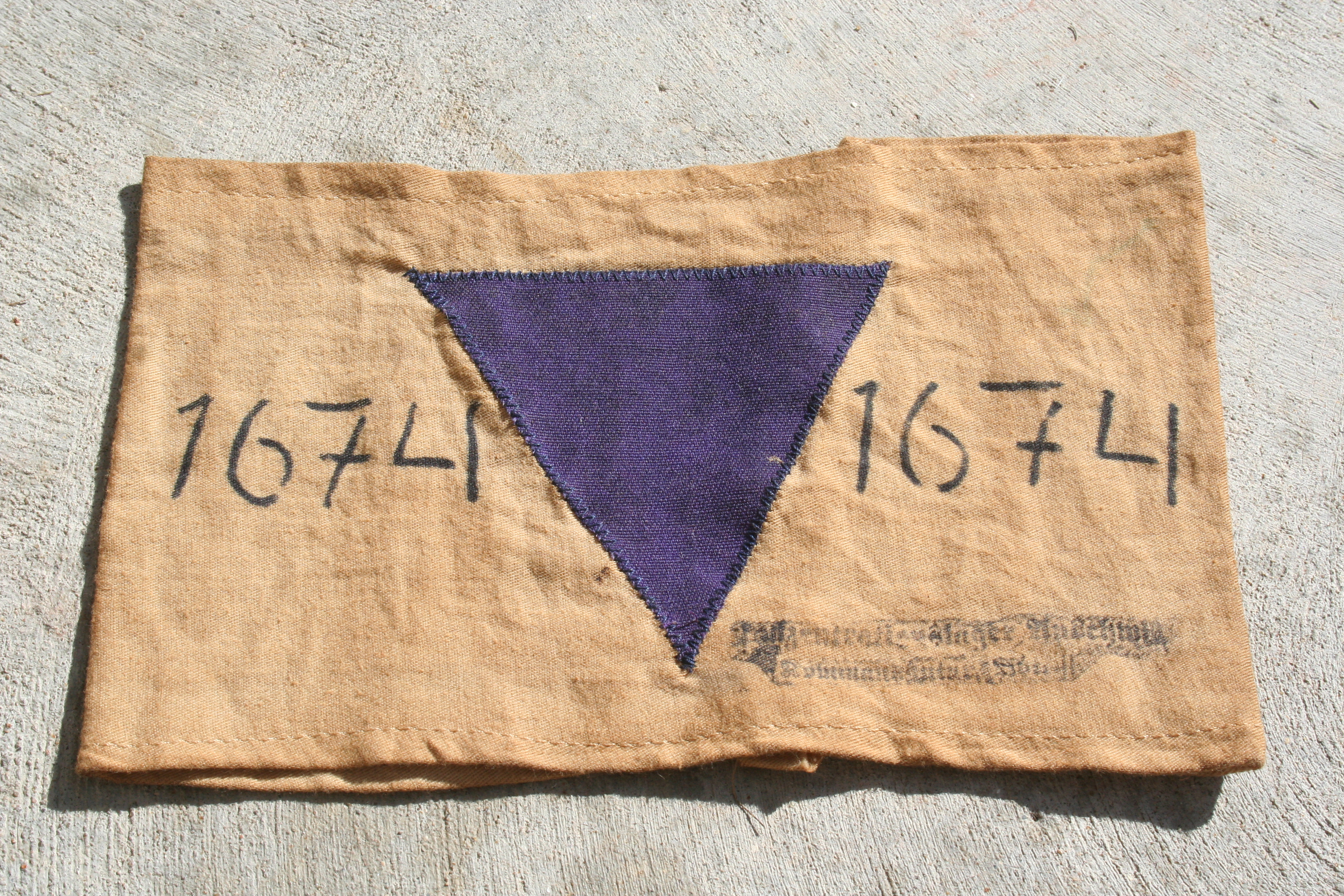
強制収容所で身に着けるよう要求された標章（通称パープルトライアングル）

兵役や国家に対する忠誠の拒否などで処罰された事例がある。
エホバの証人は「彼らはそのつるぎを打ちかえてすきとし、そのやりを打ちかえてかまとし、国は国にむかってつるぎをあげず、彼らはもはや戦いのことを学ばない」（イザヤ書2章4節）という聖書の記述に従っているためであるが、当該国の軍事当局から見れば従軍拒否などはあくまでも法令違反とされる場合がある。代表的な事例として、ナチス・ドイツにおいて兵役を拒否したためにより強制収容所に送致され多くが処刑された出来事などが挙げられる（「エホバの証人とホロコースト」参照）。
2017年現在でも一部の国々で同様の事例が存在する。
韓国では、これまで良心的兵役拒否が認められていなかったため、兵役拒否は法に基づき処罰されてきた。この処罰を受けた人は、1954年から2018年まで約2万人に上った。その99.2%がエホバの証人の信徒とされる。しかし、2018年11月1日、韓国の大法院（最高裁判所）は良心的兵役拒否が犯罪ではないとの判決を下し、合計65人のエホバの証人が釈放された。

### ロシアでの活動禁止措置とヨーロッパ人権裁判所の判決
ロシアの法務省は、エホバの証人を「過激主義団体の一つである」と認定し、布教活動および集会を禁じる措置を行っている。エホバの証人が配布したある小冊子でロシア正教会の教理が「迷信で呪術的」であると作家レフ・トルストイの言葉を引用して主張している点を司法省が問題視したという。法務省はこれに先立ち、同団体内での「過激主義的な行動」の兆候をつかんだと発表していた。ロシア政府は「憎悪を煽り、市民の人間としての尊厳を軽んじている」と非難、訴状には「この団体は国家を尊重せず、あらゆる市民的な結びつきを弱らせ、国の安全を破壊する」と記されていた。エホバの証人側はロシア連邦最高裁判所に撤回を求める裁判を起こしたが、最高裁は法務省側の主張を支持し、2017年4月にエホバの証人によるロシア国内の活動を禁止した。この弾圧に対し、国際宗教自由委員会（USCIRF）の議長でイエズス会の司祭トーマス・J・リースは「ロシア政府の今回の措置は、同国内でのエホバの証人の法的存在を抹消することを目的としているようだ。USCIRFは、この平和的な宗教団体に対する弾圧を止めるよう、ロシア政府に要請する」と声明を発表した。
ヨーロッパ人権裁判所は、ロシア当局が長年にわたってエホバの証人の崇拝の自由を不当に抑圧し、重大な人権侵害を犯してきたと判断している。この判決は，ロシア政府が2004年に無効にしたモスクワのエホバの証人の宗教組織を再登録し、多額の損害賠償を支払うようロシアに命じているが、ロシアはこの判決に従っていない。

## 題材作品

### 小説
- 『説得 エホバの証人と輸血拒否事件』 - 1988年、大泉実成。1985年6月に神奈川県で実際にあった、出血多量で死んだ小学生の輸血拒否事件を基に、ある信者家族の信仰と生命の尊さを巡る葛藤を一人のルポライターが克明に綴ったノンフィクション小説[67]。1993年にTBSでドラマ化され話題になった。
- 『NHKにようこそ!』 - 2002年、滝本竜彦。ひきこもりの青年と、彼を立ち直らせようとする新興宗教の二世信者の少女を中心とした物語[80]。

### ドラマ
- 『説得―エホバの証人と輸血拒否事件』 - 1993年、TBS。ビートたけし主演[68]、大谷直子・斎藤洋介他出演。

### 映画
- 『あかぼし』朴璐美主演。精神のバランスを崩し新興宗教にのめりこんでいく母親を、幼い息子の目を通して描く[81][82]。

### 書籍
- 船瀬俊介、内海聡　両著『血液の闇』（（三五館 ISBN 978-4883206162、2014年）ーテレビドラマや小説の「説得」その他、昭和天皇崩御の際の輸血についても触れている。副題　輸血は受けてはいけない）。（船瀬俊介著（医療ジャーナリスト）、　内海　聡著（内科医、Tokyo DD Clinic院長）　（2014年6月）

### コミック
- 『よく宗教勧誘に来る人の家に生まれた子の話』いしいさや著。 - ヤングマガジンサード（講談社）にて2017年6月より連載開始した自伝漫画。いしいがツイッターで自主発表した8ページの本作が、わずか2日間で3万リツイートを超える大反響を呼んだ[83][84]。約半年後にあたる2017年12月20日にはKCデラックスより単行本第1巻(ISBN 978-4-06-510538-2)が発売されている。本書によれば、この漫画は、作者自身の体験をもとに事実を再構成したものであり、主人公さやちゃんは少女時代のいしいであると思われる。帯の裏表紙側にはさやちゃんが、母親からそれぞれ衣服の一部または大部分を着けない状態で、衣料品のベルトでおしりを打たれる、友達のプレゼントである洋服の破棄を強いられるシーンが描かれている。
- 『カルト宗教信じてました。 「エホバの証人2世」の私が25年間の信仰を捨てた理由』たもさん著。 - 10歳の時に母親に連れられてカルト宗教に入信。進学や夢、友人関係など、多くのものを宗教による制限のために諦めてきたが、結婚してやっと生まれたひとり息子が、「輸血」を必要とする病だったことをきっかけにカルト宗教への違和感を強め35歳の時に脱退。体験をコミックエッセイとして描いている。[47]